# آل فريغون

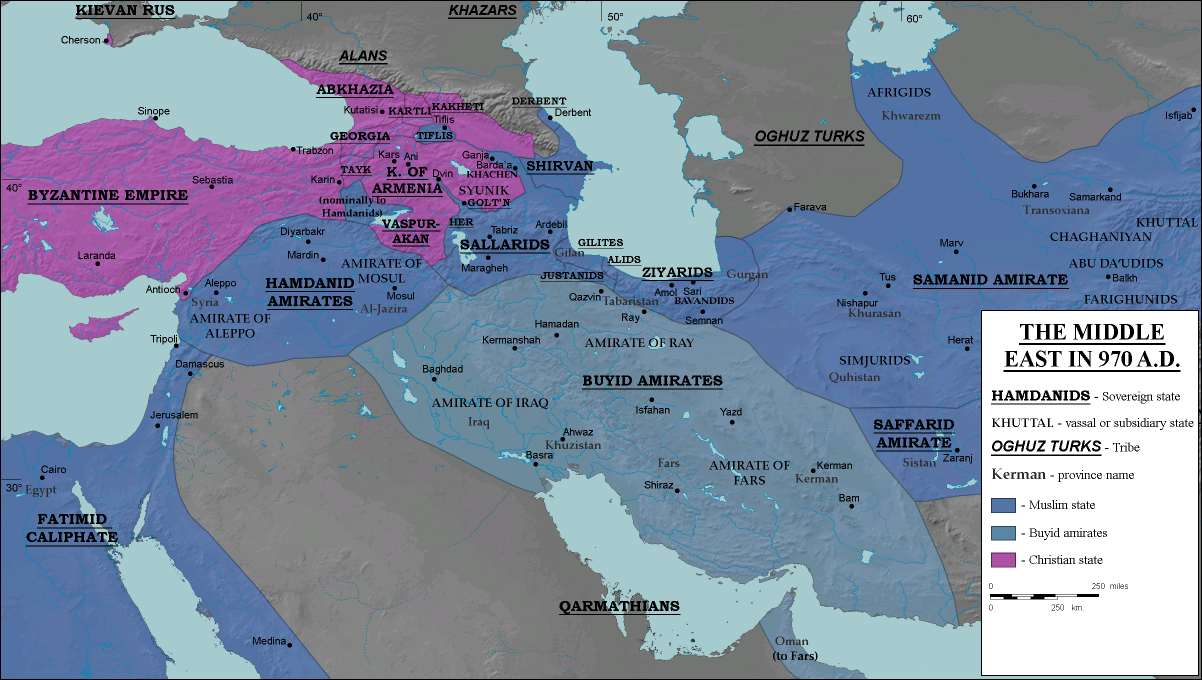

آل فريغون أو بنو فريغون سلاسة حكمت بالجوزجان وبلخ في حدود القرن الرابع الهجري.
وقد مدحهم الشاعر أبو الفتح البستي بقصيدة مطلعها:

## قائمة الحكام
حسب زامباور:
| الحاكم                                   | سنة        |
| ---------------------------------------- | ---------- |
| أحمد بن فريغون                           | نحو 279 هـ |
| أبو نصر محمد بن فريغون (توفي نحو 390 هـ) | 450 هـ     |
| أبو الحارث أحمد بن محمد (توفي 401 هـ)    | 511 هـ     |

## المصدر
1. ↑  المستشرق زامباور (1400 هـ). معجم الأنساب والأسرات الحاكمة في التاريخ الإسلامي. بيروت: دار الرائد العربي - أخرجه زكي محمد حسن بك وحسن احمد محمود وآخرون. ص. 311. {{استشهاد بكتاب}}: تحقق من التاريخ في: |سنة= (مساعدة)
2. ↑  قصيدة بنو فريغون قوم في وجوههم - شعر عربي نسخة محفوظة 8 أغسطس 2014 على موقع واي باك مشين.